# Izvoarele (Prahova)
Pour les articles homonymes, voir Izvoarele.
Izvoarele est une commune roumaine du județ de Prahova, dans la région historique de Valachie et dans la région de développement du Sud.

## Géographie
La commune d'Izvoarele est située dans le nord du județ, sur le cours supérieur de la Teleajen, dans les montagnes des Carpates, à 14 km au nord de Vălenii de Munte et à 41 km au nord de Ploiești.
La municipalité est composée des six villages suivants (population en 1992) :
- Cernești (143) ;
- Chirițești ;
- Homorâciu (2 031) ;
- Izvoarele (2 506), siège de la commune ;
- Malu Vânăt (884) ;
- Schiulești (1 294).

## Politique
| Identité                | Période | Période  | Durée |
| Identité                | Début   | Fin      | Durée |
| ----------------------- | ------- | -------- | ----- |
| Margareta Dinulescu (d) | 2008    | 2016     | 8 ans |
| Ioan-Paul Grigore (d)   | 2016    | En cours | 9 ans |

## Démographie
Lors du recensement de 2011, 96,16 % de la population se déclarent roumains et 1,59 % comme roms (2,21 % ne déclarent pas d'appartenance ethnique et 0,01 % déclarent appartenir à une autre ethnie).
De plus, 96,06 % déclarent être chrétiens orthodoxes (2,29 % ne déclarent pas d'appartenance religieuse et 1,64 % déclarent appartenir à une autre ethnie).

## Économie
L'économie de la commune repose sur l'agriculture (vergers), l'élevage, l'apiculture et l'exploitation des forêts.

## Communications

### Routes
Izvoarele est située sur la route nationale DN1A Ploiești-Vălenii de Munte-Brașov. La route régionale DJ102 se dirige vers Slănic au sud.

### Voies ferrées
Izvoarele est desservie par la ligne de chemin de fer Ploiești-Măneciu.

## Lieux et monuments
- Ermitage Crasna (XVIIe siècle).

- Église de la Dormition de la Vierge (Adormirea Maicii Domnului) de 1744.

- Église des Saints-Voïvodes (Sf. Voievozi) de 1854.